# Marilyn Nash
Marilyn Nash (Flint (Michigan), 26 de octubre de 1926-Oroville (California), 6 de octubre de 2011) fue una actriz y directora de casting estadounidense. Es conocida principalmente por su papel en 1947 en el film de Charlie Chaplin Monsieur Verdoux.

## Biografía
Nash nació en Flint (Michigan) y fue a la Universidad de Arizona con intención de convertirse en médico. De todas maneras, su carrera profesional cambió cuando viajó a Los Ángeles con su madre. Nash se encontró con Charlie Chaplin mientras jugaba al tennis en el Beverly Hills Hotel. Chaplin rápidamente hizo que Nash firmara como actriz para los Charlie Chaplin Studios. Poco después, fue elegida para aparecer en la comedia Monsieur Verdoux en 1947.

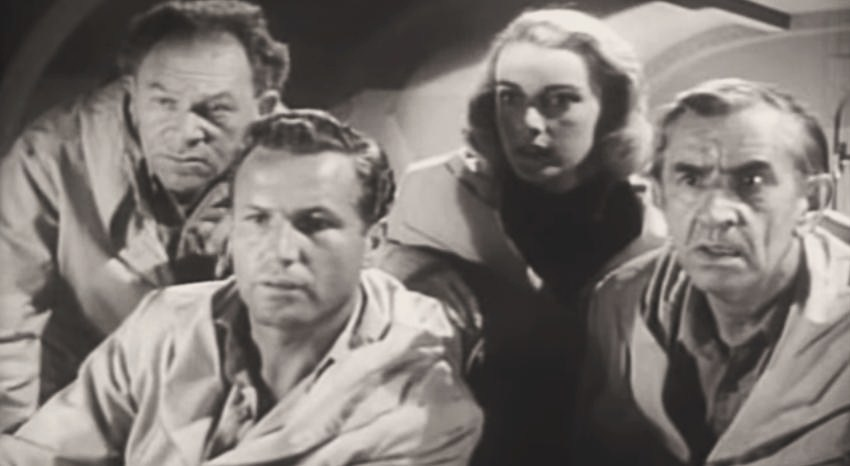
L-R: Otto Waldis, Bruce Kellogg, Marilyn Nash y Victor Kilian

Nash apareció en otra película en su carrera. Fue en la aventura de ciencia ficción de 1951 Mundo desconocido (Unknown World), en la que interpretaba a una doctora. En la década de los 50, se dedicó a la telivisión entre los que destacan Hopalong Cassidy en 1952 y Medic en 1955.
Se trasladó a Oroville, con su segundo marido, Dr. Donald P. Franks. Allí trabajó como directora de casting, sobre todo en films rodados en los alrededores de Oroville. Her casting credits included The Great Smokey Roadblock, The Klansman and The Outlaw Josey Wales.

## Vida personal
Nash se casó en tres ocasiones. Su primer marido fue el guionista Philip Yordan, que le dio la posibilidad de conocer a las personalidades de Hollywood. El Esta relación se acabó a principios de los 50. Su segundo matrimonio fue Dr. Donald P. Franks, con el que se trasladaría a Oroville. El tercer marido de Nash fue Mack Hill.
Nash sería entrevistada en el documental de 2007, Spine Tingler! The William Castle Story, dirigida por Jeffrey Schwarz, que se centró en la vida de su amiga de toda la vida, William Castle.